# Книгарня Бертран
Книгарня Бертран (порт. Livraria Bertrand) — книгарня, заснована в 1732 році в Лісабоні, Португалія. Визнана Книгою світових рекордів Гіннеса як найстаріша, діюча книгарня у світі в 2016 році. Сьогодні Бертран — мережа з 52 магазинів по всій Португалії. Бертран відвідували численні відомі автори, серед яких Алешандре Еркулану, Фернанду Пессоа, Еса де Кейруш, Антеру де Кентал і Рамалью Ортігау.

## Історія
Історія книг та книгарень в Португалії невіддільна від історії французів. З вісімнадцятого століття в Португалію переїхало багато французьких продавців книг, у тому числі Педро Форе, який заснував книжковий магазин, що отримав назву «Книгарня Бертран». Педро Форе, який уже в 1727 році мав книгарню у Кордоарії Вельї, відкрив книжковий магазин у 1732 році, ймовірно, з його іменем на вулиці Rua Direita do Loreto, близько до нинішньої книгарні Бертран.
У 1742 р. соратником по бізнесу стає П'єр Бертран, прибулець у Лісабоні з альпійського регіону Ле-Монтьє-ле-Бен. Магазин отримав назву «Pedro Faure & Bertrand». Щоб забезпечити спадкоємство, Педро Фору одружив на своїй доньці П'єра Бертрана. Минуло кілька років, перш ніж один із братів П'єра Бертрана, Жан Джозеф, дістався до Лісабона та приєднався до компанії. Таким чином, книгарня отримала назву «Педро Форе і Брати Бертран». Після смерті Форе в 1753 р. брати Бертран переназвали підприємство як "«Irmãos Bertrand (брати Бертран)». Бізнес йшов добре, але землетрус 1755 року врешті-решт знищив книгарню. Цей інцидент поставив під загрозу бізнес, і П'єр його залишив, але Жан Джозеф Бертран, більш наполегливий, не здавався. Зіткнувшись з проблемою, він був змушений знайти інше місце і розмістилися в Капела-де-Носса-Сенхора-Дас-Несесідадес (Capela de Nossa Senhora das Necessidades) у місці, яке називалося «Сен'йор Ісус да Боа Морте» (Senhor Jesus da Boa Morte).
Однак через вісімнадцять років, у 1773 році, він повернувся до відбудованого Лісабонського Бейша (район Помбаліне Нижнього міста), що призвело до відродження книгарні Бертран на Руа Гаррет (Rua Garrett), де вона залишається до наших днів. Зі смертю Жана Джозефа його дружина Марі Клер Рей Бертран та його син перейняли книгарню. Вдова, активна жінка, незмінно одягнена в чорний шовк, що завжди допомагала в управлінні компанією, тепер керувала сімейним бізнесом. Підприємство змінило ім'я «Вдова і син Бертранд». У 1791 році каталог бібліотеки налічував 169 назв. Зі смертю Марі Клер Рей Бертран управлінням займався її син Джордж Бертран, який, не маючи ні таланту, ні здоров'я батька, помер, перш ніж виповнитися 40 років. З його смертю книгарнею почала управляти ще одна вдова: Маріанна Борель Бертран.
Пізніше, у ХІХ столітті, троє дітей Джорджа та Маріанни Борель Бертран — Джон Джозеф, Ендрю та Франциск Ксав'є — взяли на себе книгарню та видавничу справу. Близькі друзі Алекшандре Еркулану, вони редагували майже всі його роботи. Пізніше у ХХ столітті компанія розвивалася, кілька разів змінювала власників. У 1912 р. право власності на «Ліврарію Бертран» було за фірмою «Aillaud Bastos & Alves» в Парижі, Лісабоні та Ріо-де-Жанейро. У 1938 р. відкрилася перша книгарня в Порто, а з 1939 р. у книгарні Бертран був власний друкарський верстат. У 1942 році французький книготорговець Дідьє Марсель придбав пакет акцій Бертран. У цей час підприємство стає найбільшим розповсюджувачем закордонних книг і журналів, відкриває книгарні по всій країні. У 1963 році він відкрив другий магазин у Лісабоні, в Авеніда де Рома (Avenida de Roma). Після смерті Марселя Дідьє, у 1969 році частина компанії перейшла португальському фінансисту Мануелу Буллоші. У 1993 році Мануель Буллоша продав Бертран фінансовій компанії, яку представляв Хосе Сотомайор Матошу.
У 2006 році книгарню купив DirectGroup Bertelsmann, власник Circulo de Leitores.
У 2010 році видавнича група Porto Editora придбала Livraria Bertrand.
У квітні 2010 року «Книгарня Бертран» здобула рекорд Гіннеса як «найстаріші продавці книг, які продовжують свою діяльність».

## Галерея

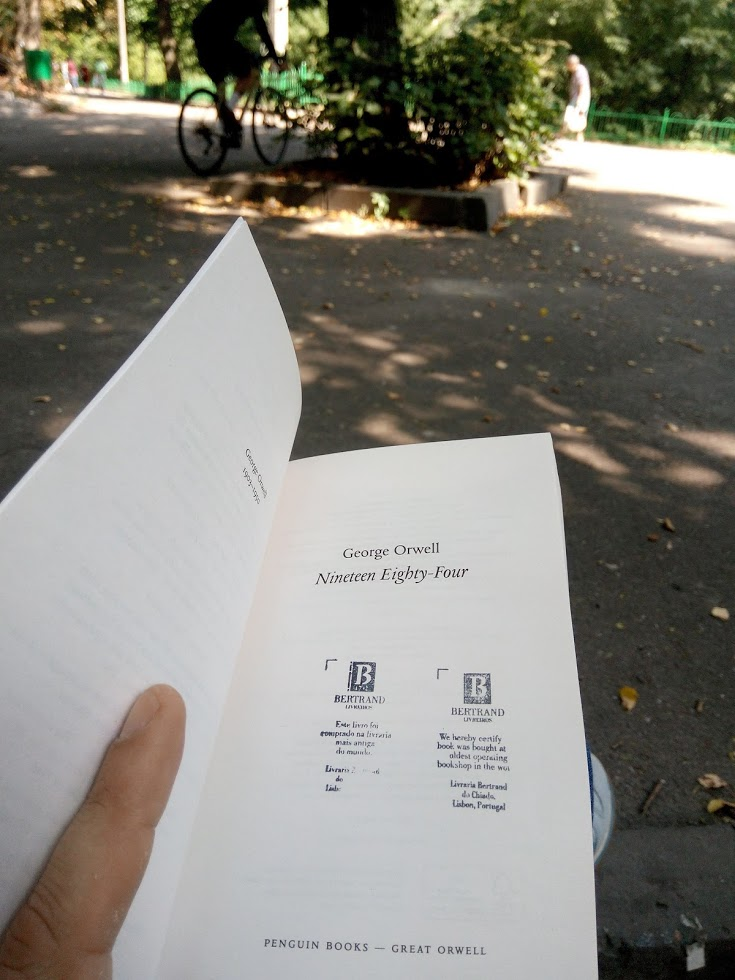
Штампи книгарні Бертран, які можна отримати в книгу при покупці
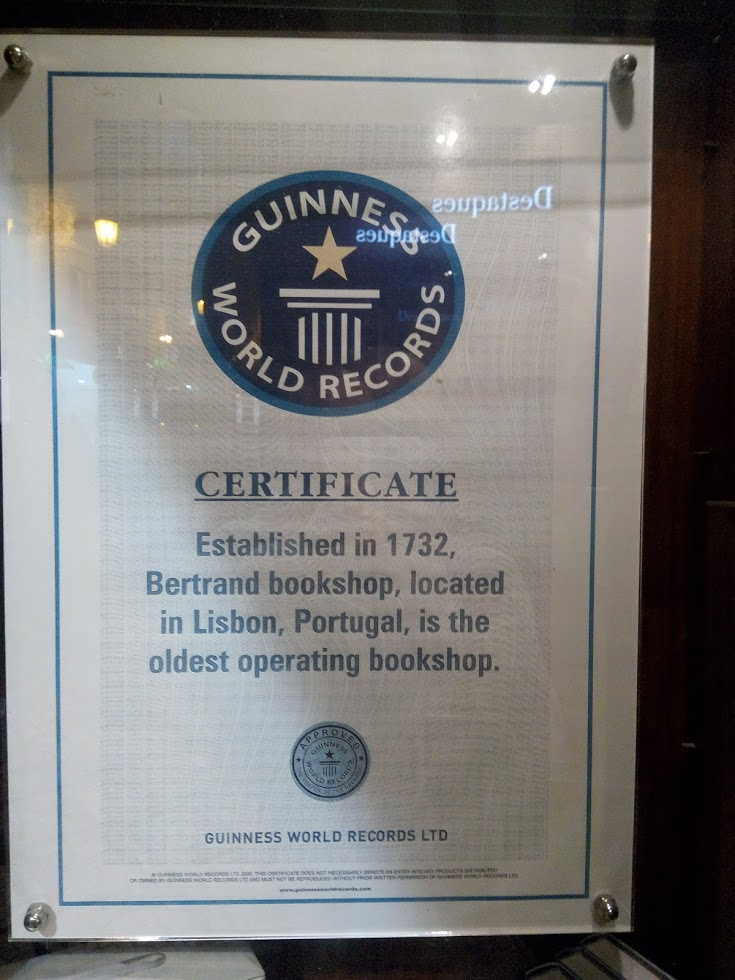
Сертифікат Книги рекордів Гіннеса, видана Книгарні Бертран
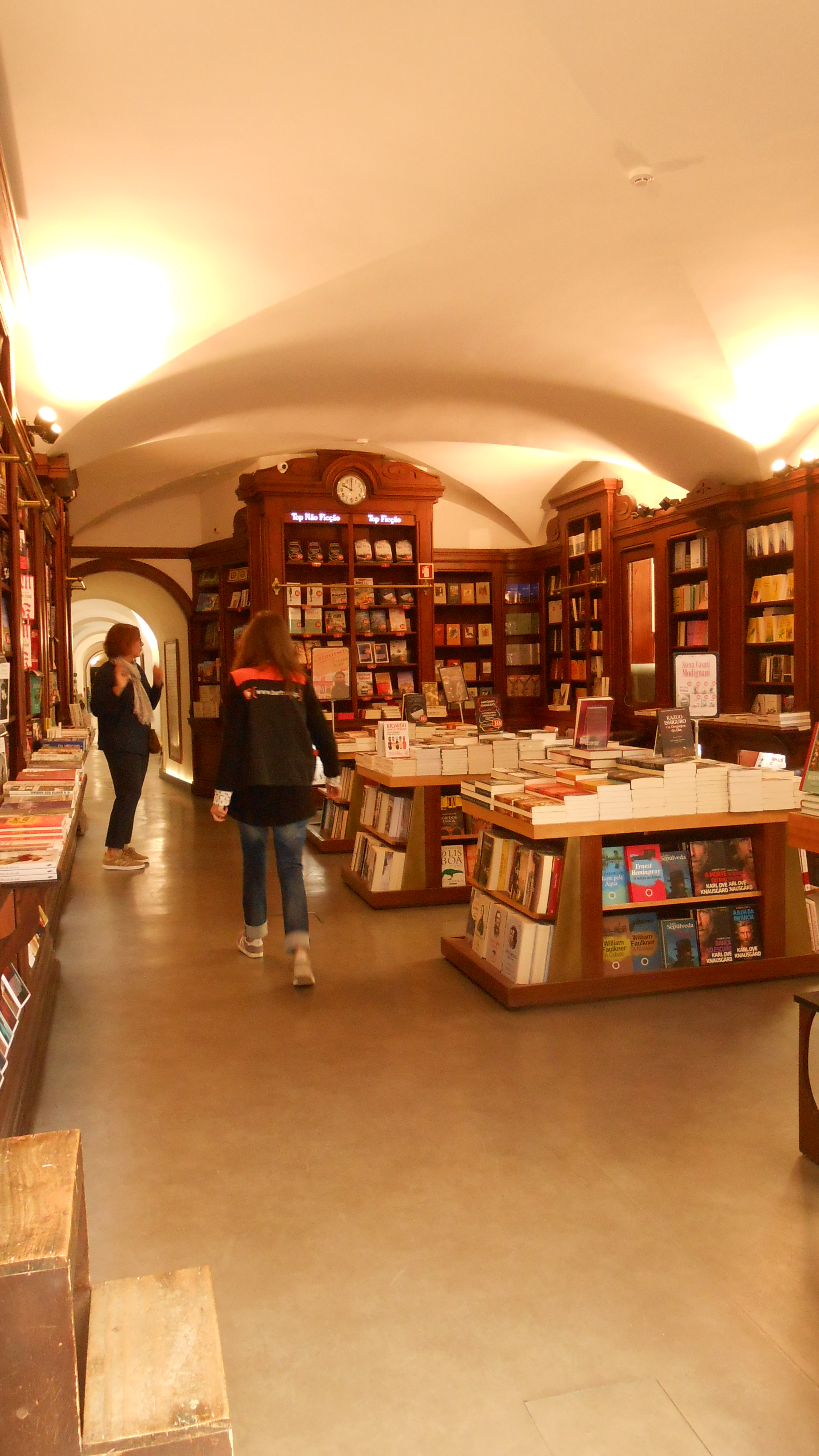
Інтер'єр книгарні
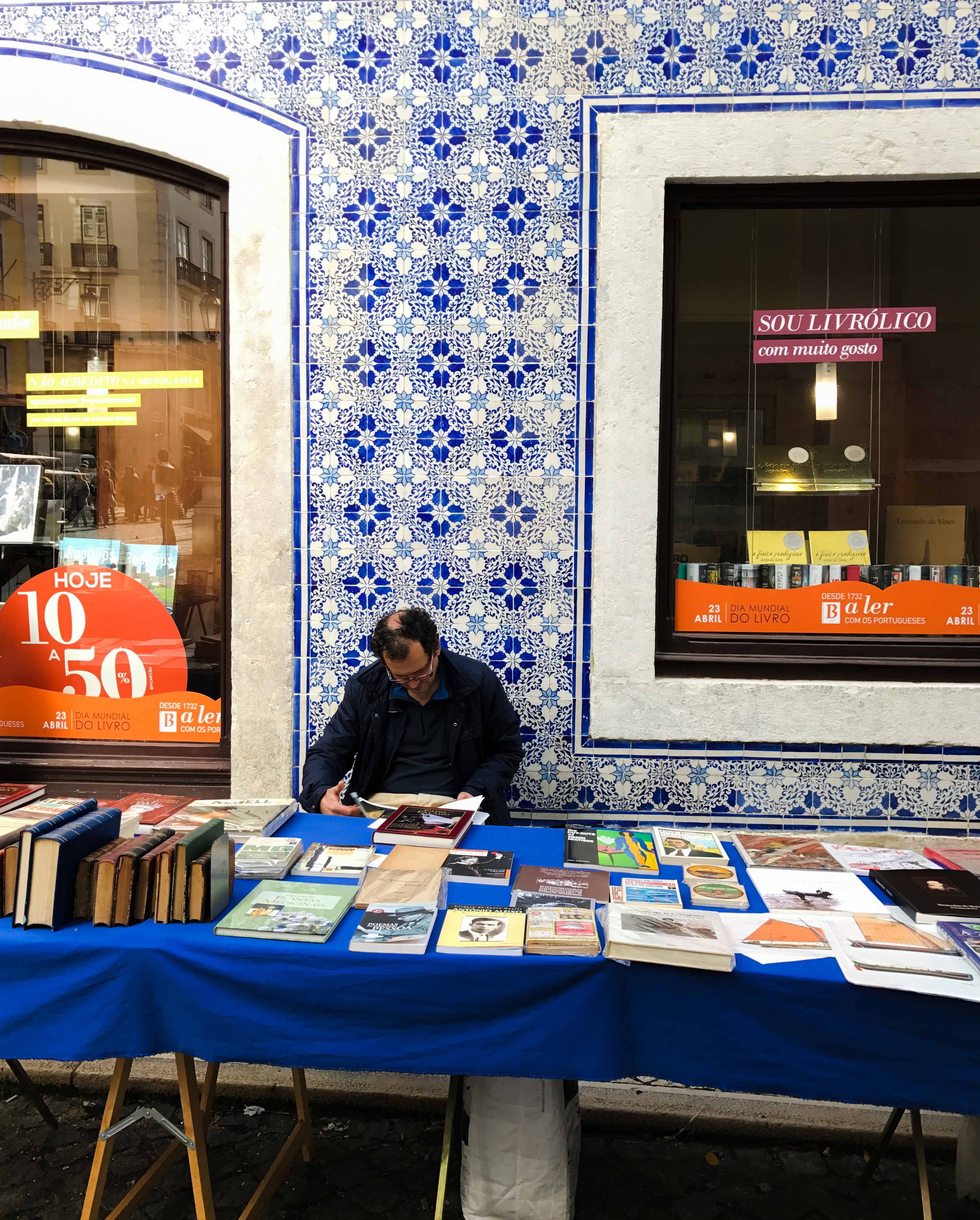
Фасад книгарні, оздоблений азулєжу